# John B. Saldivar
John B. Saldivar – belizeński polityk, członek Zjednoczonej Partii Demokratycznej, poseł z okręgu Belmopan i minister bezpieczeństwa narodowego.

## Życiorys
Związał się ze Zjednoczoną Partią Demokratyczną i z jej ramienia kandydował do parlamentu.
7 marca 2012 został członkiem Izby Reprezentantów z okręgu Belmopan, w którym pokonał przedstawiciela PUP: Amina Hegara zdobywając 2775 głosów (stosunek głosów: 49,53% do 45,64%).
Pięć dni później premier Dean Barrow powołał go do swojego drugiego rządu na stanowisko ministra bezpieczeństwa narodowego.
Jest właścicielem klubu piłkarskiego Belmopan Bandits FC oraz koszykarskiego Belmopan Red Bandits. Był również koordynatorem piłkarskiej reprezentacji Belize.